# Apple Music Festival

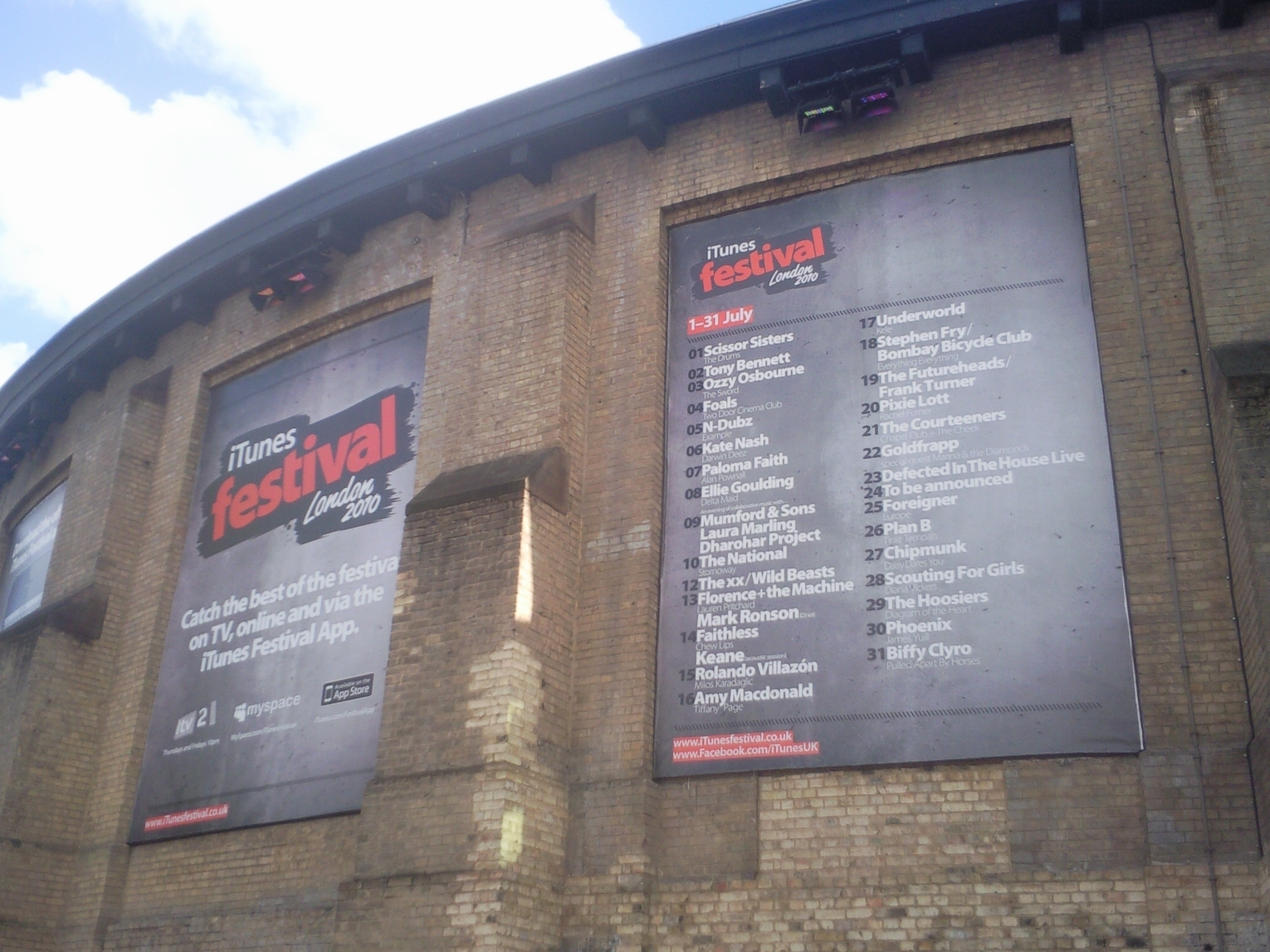
La fachada del Roundhouse anunciando el iTunes Festival del 2010.

El Apple Music Festival (antes conocido como iTunes Festival) fue un acontecimiento musical que se llevó a cabo una vez al año desde el 2007 hasta el 2016. Consistió en una serie de conciertos que se celebraron durante un mes en Londres, Inglaterra. Hasta el año 2015, cuando se comenzó a celebrar solo en 10 días consecutivos. Auspiciado por la compañía Apple, las entradas fueron entregadas gratuitamente a los clientes de esta empresa, como premios en concursos. Las actuaciones de los artistas fueron transmitidas en directo y quedaron disponibles para posteriores reproducciones por un tiempo limitado a través de la aplicación oficial de iTunes, en Apple Music y en el Apple TV. En el año 2014, el iTunes Festival tuvo su primera versión estadounidense, específicamente en la ciudad de Austin, Texas, siendo organizado como parte del festival South by Southwest.

## Apple Music Festival
En el 2015 después del lanzamiento de Apple Music, Apple decidió cambiar de nombre a su icónico iTunes Festival por: Apple Music Festival, relacionando este festival con su nuevo servicio de transmisión de música.
Con este nombre nuevo, Apple también cambió la forma en la que se llevaba a cabo el festival, dándole solo 10 días consecutivos de actos en vez de un mes como lo solía hacer la empresa con iTunes Festival.

## Apple Music Festival 10
El 18 de septiembre de 2016 Apple celebró el décimo aniversario del Apple Music Festival (aunque los primeros 8 años se llamó iTunes Festival) en el Roundhouse de Londres, con 12 artistas, algunos de gran reconocimiento como Elton John, Calvin Harris o Britney Spears, entre otros.
El festival presentó un total de 12 artistas durante 10 noches, desde el 18 hasta el 30 de septiembre de 2016.

## 2007
Recinto: Institute of Contemporary Arts.
| - Mika. - Travis. - Groove Armada. - Kasabian. - Stereophonics. - The Maccabees. - Athlete. - Amy Winehouse. - Ludovico Einaudi. - Crowded House. - Jamie Woon. - Beverly Knight. - Paolo Nutini. - Editors. - The Pigeon Detectives. | - Scott Matthews. - Imogen Heap. - Jack Peñate. - David Ford. - Black Rebel Motorcycle Club. - Ben's Brother. - Elisa Toffoli. - The Hoosiers. - Cherry Ghost. - Remi Nicole. - The Coral. - The Go! Team. - Air Traffic. - Nine Black Alps. - Just Jack. | - Terra Naomi. - Raul Midón. - Kano. - The Bumble Strips. - Aqualung. - Mutya Buena. - Beverly Knight. - GoodBooks. - Leon Jean-Marie. - Wir sind Helden. - Jamie Scott and The Town. - Tiny Dancers. - Goldspot. - The Bad Plus. - Leash. |

## 2008
Recinto: Koko, Camden Town.
| - 1 de julio: N*E*R*D, Kenna y Chester French. - 2 de julio: Paul Weller y Glasvegas. - 3 de julio: Hadouken y Does It Offend You, Yeah?. - 4 de julio: The Feeling y Gabriella Cilmi. - 5 de julio: Roots Manuva y Sway. - 6 de julio: Kids In Glass Houses y Elliot Minor. - 7 de julio: The Black Kids y Foals. - 8 de julio: Lightspeed Champion y Pete & The Pirates. - 9 de julio: The Ting Tings y Florence & The Machine. - 10 de julio: Jamie Lidell, Yelle y Laura Izibor. - 11 de julio: The Script y Sam Beeton. - 12 de julio: James Blunt y Beth Rowley. - 13 de julio: John Legend. - 14 de julio: Death Cab For Cutie y I Was A Cub Scout. | - 15 de julio: Red Light Company y The Zutons. - 16 de julio: CSS y Alphabeat. - 17 de julio: Guillemots y Lykke Li. - 19 de julio: Infadels y Feeder. - 20 de julio: Neil Cowley Trio y Portico Quartet. - 21 de julio: Sam Sparro y Annie. - 22 de julio: Suzanne Vega y Seth Lakeman. - 23 de julio: The Script y Sam Beeton. - 24 de julio: McFly. - 25 de julio: Taio Cruz y Jay Sean. - 26 de julio: Chaka Khan. - 27 de julio: Royworld y Tom Baxter. - 28 de julio: Pendulum y INME. - 29 de julio: The Ahn Trio y Hayley Westenra. - 30 de julio: The Pretenders. |

## 2009
Recinto: Roundhouse, Camden Town.
| - 1 de julio: Jamie T y Slow Club. - 2 de julio: Fightstar y Young Guns. - 3 de julio: Jack Penate y Golden Silvers. - 4 de julio: Flo Rida y Ironik. - 5 de julio: Silversun Pickups, Animal Kingdom y Snow Patrol. - 6 de julio: Franz Ferdinand y Passion Pit. - 7 de julio: Mr Hudson, Kanye West, Kid Cudi y Kid British. - 8 de julio: David Guetta y Kelly Rowland. - 10 de julio: Paolo Nutini y Marina and the Diamonds. - 11 de julio: La Roux y Dan Black. - 13 de julio: Newton Faulkner y Raygun. - 14 de julio: Placebo y General Fiasco. - 15 de julio: Friendly Fires y Magistrates. - 16 de julio: Simple Minds. | - 17 de julio: Noisettes y Skint & Demoralised. - 18 de julio: Calvin Harris y Miike Snow. - 19 de julio: Bat For Lashes. - 20 de julio: Bloc Party, Delphic y The Invisible - 21 de julio: Oasis y The Enemy. - 22 de julio: Twisted Wheel y Kasabian. - 23 de julio: Graham Coxon y Esser. - 24 de julio: a-ha y Reamonn. - 25 de julio: Stephen Fry, Mumford & Sons y The Temper Trap. - 26 de julio: Madeleine Peyroux y Imelda May. - 27 de julio: The Saturdays, Sophie Ellis Bextor y Girls Can't Catch. - 28 de julio: Amadou and Mariam y Charlie Winston. - 29 de julio: Simian Mobile Disco y Gold Panda. - 30 de julio: The Hoosiers y Steve Appleton. - 31 de julio: Mika y Erik Hassle. |

## 2010
Recinto: Roundhouse, Camden Town.
| - 1 de julio: Scissor Sisters y The Drums. - 2 de julio: Tony Bennett y Antonia Bennett. - 3 de julio: Ozzy Osbourne, The Sword y Black Spiders. - 4 de julio: Foals y Two Door Cinema Club. - 5 de julio: N-Dubz y Example. - 6 de julio: Kate Nash y Peggy Sue. - 7 de julio: Paloma Faith y Alan Pownall. - 8 de julio: Ellie Goulding y Delta Maid. - 9 de julio: Mumford & Sons, Laura Marling y The Dharohar Project. - 10 de julio: The National y Stornoway. - 11 de julio: Keane y We Are Scientists. - 12 de julio: The XX y Wild Beasts. - 13 de julio: Florence + The Machine y Lauren Pritchard. - 14 de julio: Faithless y Chew Lips. - 15 de julio: Rolando Villazón y Milos Karadaglic. | - 16 de julio: Amy Macdonald y Tiffany Page. - 17 de julio: Underworld y Kele. - 18 de julio: Bombay Bicycle Club, Stephen Fry y Everything Everything. - 19 de julio: The Futureheads y Frank Turner. - 20 de julio: Pixie Lott y Rachel Furner. - 21 de julio: The Courteeners, Chapel Club y The Cheek. - 22 de julio: Goldfrapp y Marina and the Diamonds. - 23 de julio: Defected In The House live. - 25 de julio: Foreigner y Europe. - 26 de julio: Plan B y Tinie Tempah. - 27 de julio: Chipmunk y Daisy Dares You. - 28 de julio: Scouting For Girls y Diana Vickers. - 29 de julio: The Hoosiers y Diagram of the Heart. - 30 de julio: Phoenix y James Yuill. - 31 de julio: Biffy Clyro y Pulled Apart By Horses. |

## 2011
Recinto: Roundhouse, Camden Town. Transmitido por ITV2 y presentado por Alexa Chung y Dave Berry.
| - 1 de julio: Paul Simon. - 2 de julio: Seasick Steve y Smoke Fairies. - 3 de julio: Manic Street Preachers, Dry The River, Ramona y Ukulele for Dummies. - 4 de julio: Linkin Park y Neon Trees. - 5 de julio: Beady Eye y Gwyneth Paltrow. - 6 de julio: Arctic Monkeys y Miles Kane. - 7 de julio: Adele y Michael Kiwanuka. - 8 de julio: Bruno Mars y Ed Sheeran. - 9 de julio: My Chemical Romance y Evaline. - 10 de julio: Glasvegas, Cat's Eyes y Beatsteaks. - 11 de julio: Foo Fighters y Jimmy Eat World. - 12 de julio: The Script y Loick Essien. - 13 de julio: White Lies, The Naked and Famous y Alice Gold. - 14 de julio: Friendly Fires y SBTRKT. - 15 de julio: Hard-Fi y David Nicholls. | - 16 de julio: The Wombats y All The Young. - 17 de julio: Raphael Saadiq, Bluey Robinson, Selah Sue y Medi. - 18 de julio: Rumer, Caitlin Rose y Mark Radcliffe. - 19 de julio: Katy B y Jamie Woon. - 20 de julio: The Wanted, Dionne Bromfield y Encore. - 21 de julio: Swedish House Mafia y Alex Metric. - 22 de julio: Coldplay y The Pierces. - 23 de julio: Mogwai y Errors. - 24 de julio: Noah and the Whale y Fixers. - 25 de julio: Lang Lang y 2CELLOS. - 26 de julio: Magnetic Man y Alex Clare. - 27 de julio: Example, Wretch 32 y Yasmin. - 28 de julio: Chase & Status y Nero. - 29 de julio: Kasabian y PENGu!NS. - 30 de julio: James Morrison y Benjamin Francis Leftwich. - 31 de julio: Moby y Silver Apples. |

## 2012
Recinto: Roundhouse, Camden Town. Transmitido por Channel 4.
| - 1 de septiembre: Usher y Miguel. - 2 de septiembre: Ed Sheeran, Charli XCX y Rudimental. - 3 de septiembre: Olly Murs y The Milk. - 4 de septiembre: Plan B, Delilah y Ryan Keen. - 5 de septiembre: Emeli Sandé, Bastille y Gabrielle Aplin. - 6 de septiembre: JLS y Conor Maynard. - 7 de septiembre: Elbow y Bat for Lashes. - 8 de septiembre: Jack White y Band of Horses. - 9 de septiembre: deadmau5 y Foreign Beggars. - 10 de septiembre: Norah Jones y Beth Orton. - 11 de septiembre: The Killers y Jake Bugg. - 12 de septiembre: Noel Gallagher's High Flying Birds y The Soundtrack of Our Lives. - 13 de septiembre: P!nk y Walk the Moon. - 14 de septiembre: Labrinth y Josh Kumra. - 15 de septiembre: David Guetta y Calvin Harris. | - 16 de septiembre: Rebecca Ferguson y Laura Mvula. - 17 de septiembre: Example, DJ Fresh y Hadouken!. - 18 de septiembre: Andrea Bocelli, Laura Wright y CARisMA. - 19 de septiembre: Matchbox Twenty y OneRepublic. - 20 de septiembre: One Direction y Angel. - 21 de septiembre: Jessie J y Lonsdale Boys Club. - 22 de septiembre: Biffy Clyro y Frightened Rabbit. - 23 de septiembre: Robert Glasper y José James. - 24 de septiembre: Mumford & Sons y Willy Mason. - 25 de septiembre: Lana Del Rey y Benjamin Francis Leftwich. - 26 de septiembre: Ellie Goulding. - 27 de septiembre: Madness y Reverend and The Makers. - 28 de septiembre: Alicia Keys y Lianne La Havas. - 29 de septiembre: Hot Chip y Kindness. - 30 de septiembre: Muse. |

## 2013
Recinto: Roundhouse, Camden Town.
| - 1 de septiembre: Lady Gaga. - 2 de septiembre: Sigur Rós y Poliça. - 3 de septiembre: The Lumineers y Phox - 4 de septiembre: Paramore y Fenech-Soler. - 5 de septiembre: Rizzle Kicks. - 6 de septiembre: Queens of the Stone Age y Palma Violets. - 7 de septiembre: Phoenix y Little Green Cars. - 8 de septiembre: Bastille y The 1975. - 9 de septiembre: Artic Monkeys y Drenge. - 10 de septiembre: Jake Bugg y Valerie June. - 11 de septiembre: Kings of Leon y Jimmy Eat World. - 12 de septiembre: Elton John y Tom Odell. - 13 de septiembre: Avicii. - 14 de septiembre: Chic with Nile Rodgers y Janelle Monáe. - 15 de septiembre: Vampire Weekend y The Olms. | - 16 de septiembre: Jack Johnson y Bahamas. - 17 de septiembre: Ludovico Einaudi y Agnes Obel. - 18 de septiembre: Thirty Seconds to Mars y The Family Rain. - 19 de septiembre: Kendrick Lamar. - 20 de septiembre: Primal Scream y Skinny Girl Diet. - 21 de septiembre: Haim, Dan Croll y Gabrielle Aplin. - 22 de septiembre: Ellie Goulding. - 23 de septiembre: Jessie J y Lawson. - 24 de septiembre: Robin Thicke. - 25 de septiembre: Pixies y No Ceremony. - 26 de septiembre: Tinie Tempah y Naughty Boy. - 27 de septiembre: Dizzee Rascal. - 28 de septiembre: John Legend y Robin Thicke. - 29 de septiembre: Justin Timberlake. - 30 de septiembre: Katy Perry, Iggy Azalea e Icona Pop. |

## 2014 (Estados Unidos)
Recinto: Moody Theater, Austin, Texas.
- 11 de marzo: Coldplay, Imagine Dragons y London Grammar.
- 12 de marzo: Kendrick Lamar, ScHoolboy Q y Isaiah Rashad.
- 13 de marzo: Soundgarden, Band of Skulls y Capital Cities.
- 14 de marzo: Pitbull, Zedd y G.R.L.
- 15 de marzo: Keith Urban, Willie Nelson y Mickey Guyton.

## 2014 (Inglaterra)
Recinto: Roundhouse, Camden Town.
- 1 de septiembre: Deadmau5, Friend Within y Kate Simko.
- 2 de septiembre: Beck y Jenny Lewis.
- 3 de septiembre: David Guetta, Clean Bandit y Robin Schulz.
- 4 de septiembre: 5 Seconds of Summer y Charlie Simpson.
- 5 de septiembre: Kasabian.
- 6 de septiembre: Tony Bennet e Imelda May.
- 7 de septiembre: Calvin Harris y Kiesza.
- 8 de septiembre: Robert Plant y Luke Sital-Singh.
- 9 de septiembre: Sam Smith y Sohn.
- 10 de septiembre: Pharrell Williams y Jungle.
- 11 de septiembre: Maroon 5, Matthew Koma y Nick Gardner.
- 12 de septiembre: Elbow y Nick Mulvey.
- 13 de septiembre: Paolo Nutini y Rae Morris.
- 14 de septiembre: David Gray y Lisa Hannigan.
- 15 de septiembre: The Script y Foxes.
- 16 de septiembre: Blondie y Chrissie Hynde.
- 17 de septiembre: Gregory Porter y Eric Whitacre.
- 18 de septiembre: Jessie Ware y Little Dragon.
- 19 de septiembre: SBTRKT.
- 20 de septiembre: Rudimental y Jess Glynne.
- 21 de septiembre: Ryan Adams y First Aid Kit.
- 22 de septiembre: Jessie J y James Bay.
- 23 de septiembre: Placebo y The Mirror Trap.
- 24 de septiembre: Ben Howard y Hozier.
- 25 de septiembre: Mary J. Blige.
- 26 de septiembre: Lenny Kravitz y Wolf Alice.
- 27 de septiembre: Kylie Minogue y MNEK.
- 28 de septiembre: Nicola Benedetti, Miloš y Alison Balsom.
- 29 de septiembre: Ed Sheeran y Foy Vance.
- 30 de septiembre: Plácido Domingo.

## 2015
Recinto: Roundhouse, Camden Town.
- 19 de septiembre: Andra Day y Ellie Goulding.
- 20 de septiembre: Charlie Puth y Take That.
- 21 de septiembre: Cam, The Shires y Carrie Underwood.
- 22 de septiembre: Little Mix y One Direction.
- 23 de septiembre: Grace Mitchell y The Weeknd.
- 24 de septiembre: The Chemical Brothers.
- 25 de septiembre: NAO, LION BABE y Disclosure.
- 26 de septiembre: Leon Bridges y Pharrell Williams.
- 27 de septiembre: Jack Garratt y Mumford & Sons.
- 28 de septiembre: James Bay y  Florence + The Machine.

## 2016
Recinto: Roundhouse, Camden Town.
- 18 de septiembre: Elton John.
- 19 de septiembre: Christine and the Queens y The 1975.
- 20 de septiembre: Jordan Fisher y Alicia Keys.
- 21 de septiembre: Passenger y OneRepublic.
- 23 de septiembre: Disciples, John Newman y Calvin Harris.
- 25 de septiembre: Robbie Williams.
- 26 de septiembre: Spring Kings y Bastille.
- 27 de septiembre: Britney Spears.
- 28 de septiembre: Spencer Ludwig y Michael Bublé.
- 30 de septiembre: Chance The Rapper.

## Cancelación
A principios de septiembre de 2017, Apple anunció que no continuaría el Apple Music Festival.